# Синкопа изазвана кашљањем
Синкопа изазвана кашљањем (СИК) један је од ситуационих пролазних губитака свести (синкопе), које се јављав непосредно након преципитирајућих ситуација, као што су мокрење, дефекација, кашаљ или гутање. Генерално, такве ситуационе синкопе се сматрају облицима неурално посредоване синкопе са вазодилатацијом или брадикардијом посредованом рефлексом, мада етиолошки могу бити укључени и други механизми. Синкопа изазвана кашљањем слична је  синкопи изазваној штуцањем и синкопи изазваној кијањем кој су мање уобичајена, али блиско повезана стања која очигледно делују на основу слични патофизиолошких механизама.

## Историјат и терминологија
Синкопа изазвана кашљањем била је  познат британском лекару Вилијаму Хебердену (1710 до 1801), а у касном 18. веку и француском неурологу Жан-Мартин Шаркоу (1825  до 1893) који први прецизно описао СИК 1870-их и назвао је „гркљанска вртоглавица“. Шарко је симптоме приписао рефлексној иритацији ларингеалних нерава.
Каснији аутори су симптоме генерално приписивали „ларингеалној епилепсији“ све до око Другог светског рата када су британски војни лекар Сер Алан Филмер Рук (1892 до 1960) и други предложили кардиоваскуларне механизме.У то време, Рук је био ваздухопловни вицемаршал у Краљевском ваздухопловству и почасни лекар краља Енглеске.

## Етиопатогенеза
Пацијенти са синкопом од кашља су претежно мишићави, гојазни мушкарци средњих година који су садашњи или бивши пушачи и имају тенденцију да претерају са алкохолом.
У неколико (не нужно међусобно искључујућих) патофизиолошких процеса који могу изазвати или допринети СИК, укључују:
- Валсалвино индуковано смањење минутног волумена,
- повећан интракранијални притисак,
- срчане аритмије,
- стимулацију преосетљивог каротидног синуса,
- неурални рефлекс хипотензије изазван кашљем - брадикардија, * ларингоспазам,
- појачана опструкција одлива леве коморе,
- импактација херније можданог стабла,
- смањен церебрални проток крви,
- инсуфицијенција вентила унутрашње југуларне вене.

## Терапија
Лечење синкопе изазване кашљањем фокусира се на лечење:
Кашља (нпр. бронходилататорима и антитусицима) 
Основних стања (која захтевају одвојено лечење), у која спадају: 
- срчаних функција,
- крвног притиска
- запремине (волумена) крви,
- промене посредоване рефлексом,
- екстракранијалне васкуларне проходности (која захтевати одвојено лечење.

Престанак пушења је уско повезан са смањењем симптома и треба га снажно подстицати.

## Прогноза
Дугорочна прогноза синкопе изазване кашљањем у великој мери зависи од прогнозе основног стања, али и сама СИК може довести до тешких телесних повреда, укључујући дисекцију вертебралне артерије.